# Комшије (4. сезона)
Четврта сезона серије Комшије је емитована 26. фебруара, трајала до 30. маја 2018. године и броји 48 епизода.

## Опис
Јунаци серије настављају са својим догодовштинама у сремском селу на обали Дунава. Поштар Миле не може да се помири са тим да је одвојен од улоге оца детета које је добио са Горданом. Анчи се бори за своју слободу коју јој отац Машан стално ограничава. Нови заплет настаје када се међу становницима појави гроф Антон Бокаловић, наследник некада великог имања које је његовој породици одузето после Другог светског рата. Гроф је слаткоречив према свим комшијама, вара њихова осећања и вешто скрива своје праве намере.

## Улоге

### Главне
- Небојша Илић као Иван Здравковић
- Милица Михајловић као Милица Здравковић
- Милутин Мима Караџић као Машан Черовић
- Ања Мит као Анђелија „Анчи” Черовић
- Милош Самолов као Сима Јовановић
- Наташа Марковић као Нада Јовановић
- Оливера Бацић као Јела Бунош

### Епизодне
- Милена Дравић као Бранислава Здравковић
- Урош Јовчић као Миланче
- Милена Дракулић као Ружа Јовановић
- Немања Лукић као Урош Јовановић
- Страхиња Азарић као Стефан Јовановић
- Маја Шаренац као Јасмина Бунош
- Немања Оливерић као Поштар Миле
- Христина Поповић као Гордана „Гоца” Грга
- Петар Бенчина као Чомбе
- Владимир Керкез као Шапа
- Димитрије Лазић као Лука Грга
- Милица Томашевић као Драгослава Бешић/Јадранка
- Милан Васић као Момчило Митић (лажни гроф Бокаловић)
- Катарина Марковић као Слађана
- Нина Нешковић као Елза
- Никола Брун као Марко Савић
- Лука Милошевић као Шиповац „Шиле”
- Павле Орлић као Окац
- Александар Чупковић као Буцало
- Ивана Стаменковић као Маја
- Паулина Манов као Викторија Станковић/Стенвеј
- Андрија Милошевић као Недељко
- Марко Николић као Живојин
- Леа Грација Матејић као Теодора
- Исидора Симијоновић као Олга „Олгица”
- Исидора Грађанин као библиотекарка Андријана
- Милорад Радевић као наставник физичког
- Јелена Орловић као наставница Невенка
- Митра Младеновић као Леа
- Вања Ненадић као Маргита
- Милош Влалукин као Љубивоје
- Јасминка Хоџић као Соја
- Момчило Оташевић као Ник
- Ана Сакић као Благица
- Александар Маринковић као Зоран
- Бранислав Платиша као Бора
- Марко Гверо као Божидар „Божа” Ристић
- Амар Ћоровић као Споменко

## Епизоде
| Бр. еп. (укупно) | Бр. еп. (у сезони) | Наслов                                   | Редитељ       | Сценариста                          | Премијера         |
| --- | ------------------ | ---------------------------------------- | ------------- | ----------------------------------- | ----------------- |
| 67 | 1                  | У новогодишњој ноћи (1. део)             | Милан Караџић | Владимир Ђурђевић и Маријана Арацки | 26. фебруар 2018. |
| У Србију долази гроф Антон Бокаловић чија је породица избегла у Немачку после Другог светског рата и позива екипу из села на дочек Нове године у клуб „Сити хол” који је закупио. Сви пристају да тамо дођу, али под Машановим утицајем да гроф „спрема чишћење руског утицаја на Балкану”. |                    |                                          |               |                                     |                   |
| 68 | 2                  | У новогодишњој ноћи (2. део)             | Милан Караџић | Владимир Ђурђевић и Маријана Арацки | 27. фебруар 2018. |
| Комшије стижу на дочек у клуб. Сима, Миле, Машан и Миланче нису сигурни да ли љубазни Немац може да им користи или науди, док се Гоца, Анчи и Милица задовољно смешкају поласкане похвалама младог гастарбајтера. |                    |                                          |               |                                     |                   |
| 69 | 3                  | У новогодишњој ноћи (3. део)             | Милан Караџић | Владимир Ђурђевић                   | 28. фебруар 2018. |
| Комшије, током новогодишње прославе у елитном београдском клубу, сумњају да младић Момчило који се лажно представља као гроф Антон Бокаловић заправо хоће да им отме имања. Машана, који је наоружан, на новогодишњој прослави ухапси полиција. Момчило преко немачког посланства убрзо сређује да ослободе Машана, а осталим комшијама сада Машан постаје сумњив. |                    |                                          |               |                                     |                   |
| 70 | 4                  | Кад дође пубертет                        | Милан Караџић | Владимир Ђурђевић                   | 1. март 2018.     |
| Машан покушава да се пред Симом оправда. Тврди да нема никакве везе са немачком амбасадом. Девојка Слађана се појави код Милета поштара и каже му да је трудна. Хоће да се пресели код њега. Миле је одговара од те намере и наглашава лош карактер Јасмине, за коју је Слађани рекао да му је сестра. Ружа говори мајци да јој се свиђа један дечко. |                    |                                          |               |                                     |                   |
| 71 | 5                  | Прича о кућној помоћници                 | Милан Караџић | Владимир Ђурђевић                   | 5. март 2018.     |
| Момчило, који се комшијама представља као гроф Антон Бокаловић, вратио се у село. Миле поштар предлаже Гордани да прими Слађану, девојку која је затруднела са њим, да буде кућна помоћница код Здравковића. Гордана и Здравковићи пристају на тај предлог. Чим је сазнала да је Антон поново у селу, Анчи жури да се сретне са њим у кафани „Пустолов”. Миланче изиграва Бонда за Машана. |                    |                                          |               |                                     |                   |
| 72 | 6                  | Норме и правила                          | Милан Караџић | Владимир Ђурђевић                   | 6. март 2018.     |
| Момчило, који се комшијама представља као гроф Антон Бокаловић, спрема се за посету код Милице, Гордане и Ивана. Слађана почиње да диктира начин живота у кући Здравковића. Стефан је извео Мају на колаче после чега су прошетали током чега му је она пристојно давала знаке да је пољуби, али Стефан није то схватио. |                    |                                          |               |                                     |                   |
| 73 | 7                  | Операција Гроф                           | Милан Караџић | Владимир Ђурђевић                   | 8. март 2018.     |
| Иван Здравковића показује нетрпељивост према Момчилу. Иванова супруга Милица је љута на њега због тога. Момчило се удвара свакој жени коју сретне, али Слађана га брзо разоткрива као преваранта. Машан окупља Ивана, Симу и Миланчета па са њима смишља како да Момчилу минира пут у Немачку. |                    |                                          |               |                                     |                   |
| 74 | 8                  | Операција Гроф (прича друга)             | Милан Караџић | Владимир Ђурђевић                   | 12. март 2018.    |
| Сима је сипао антифриз у пиће Момчилу за којег комшије сумњају да је немачки шпијун и тако га успавао. Момчило је приморан да остане у селу иако га његови послодавци у Немачкој очекују. Машан се спрема да води Момчила у лов. |                    |                                          |               |                                     |                   |
| 75 | 9                  | Тако испало                              | Милан Караџић | Владимир Ђурђевић                   | 13. март 2018.    |
| Нада је разочарана када је сазнала да су Здравковићи унајмили кућну помоћницу Слађану. Тако је Нада неочекивано остала без сигурног прихода. Она се због тога жали Ивану Здравковићу који јој нуди да чува Горданину бебу. Нади се та мисао никако не допада. |                    |                                          |               |                                     |                   |
| 76 | 10                 | Машанова прича                           | Милан Караџић | Владимир Ђурђевић                   | 15. март 2018.    |
| Машан се вратио из лова на дивље свиње, али без Момчила, за којег каже да се сам повредио у лову. Анчи сумња да је Машан пуцао на Момчила. Иван хоће да задржи кућну помоћницу Слађану и говори јој да је он отац Гоциног детета, а не Миле. Симу и Наду зову у школу јер су код њиховог сина Уроша пронашли вињак. |                    |                                          |               |                                     |                   |
| 77 | 11                 | Заробљеник                               | Милан Караџић | Владимир Ђурђевић                   | 19. март 2018.    |
| Машан је заробио Момчила и оптужио га је да је страни агент. Он тера Момчила да призна за кога ради и ко га је послао. Сима и Нада су отишли у школу да разговарају са наставницом која је ухватила Уроша са алкохолом на часу. Наставница их додатно упозорава да се њихова деца жале на насиље у породици. Сими се никако не допадају та упозорења. |                    |                                          |               |                                     |                   |
| 78 | 12                 | Лакрдија                                 | Милан Караџић | Владимир Ђурђевић                   | 20. март 2018.    |
| Елза, службеница грофа Бокаловића, дошла је у село да тражи Момчила. Машан јој не говори истину већ јој саопштава да је Момчило напустио село. Чомбе се вратио и хоће да разговара са Анчи. Она то не жели. Стефан никако не може да престане да мисли на Јелу у коју се заљубио и која је много старија од њега. |                    |                                          |               |                                     |                   |
| 79 | 13                 | Истрага                                  | Милан Караџић | Владимир Ђурђевић                   | 21. март 2018.    |
| Полиција трага за Момчилом, чији је нестанак пријавила Елза. Полиција долази до Симе. Он им каже да не зна где је Момчило. Јела убеђује Анчи да би требало да се сретне са Чомбетом, који би желео да обнови љубавну везу са Анчи. Нада од Ивана Здравковића тражи помоћ у вези са сином Стефаном који се заљубио у пуно старију, конобарицу Јелу. |                    |                                          |               |                                     |                   |
| 80 | 14                 | Талац                                    | Милан Караџић | Владимир Ђурђевић                   | 22. март 2018.    |
| Елза је заљубљена у Момчила и не одустаје од потраге за њим иако јој је Машан рекао да је Момчило отпутовао. Урош и његови другови говоре Елзи где је Момчило па она позива инспектора Кесеровића који организује спашавање „таоца” при чему Миланче бива ухапшен. Милици Здравковић стиже позив да има изложбу у галерији „Тејт” у Лондону. Ивану је сумњив тај изненадни позив. Слађана тражи од Милета поштара да њих двоје живе заједно јер она чека дете са њим. Миле јој говори да је то немогуће јер то не би прихватила његова сестра Јасмина, која је заправо Милетова вереница. |                    |                                          |               |                                     |                   |
| 81 | 15                 | Шта је било после                        | Милан Караџић | Владимир Ђурђевић                   | 27. март 2018.    |
| Након спашавања Момчила, село се полако враћа на старо, једино понеко и даље мисли да Машан ради за Немце. Ивана мајка позива на концерт у Беч на ком наступа њена пријатељица, али он одбија да иде, па она позива њу да посете Ивана и да га убеде да иде. Стефан признаје Јели због чега не сме да позове Мају на састанак. |                    |                                          |               |                                     |                   |
| 82 | 16                 | Конкуренција                             | Милан Караџић | Владимир Ђурђевић                   | 28. март 2018.    |
| Слађана се распитује код Ивана каква је Јасмина, коју је Миле њој представио као своју сестру. Иван неће да открије Слађани у каквој су заправо вези Миле и Јасмина. Јела хоће да помогне Елзи у намери да одвоји Момчила од Анчи па наговара Елзу да се заводнички понаша према Момчилу. Иванова мајка Бранислава је довела Викторију Стенли код њега и она га позива да дође на њен концерт у Бечу. Иван је задивљен Викторијиним свирачким умећем. Теодора се пријављује на атлетику како би била конкуренција Ружи и одвојила је од Марка.                                            |                    |                                          |               |                                     |                   |
| 83 | 17                 | Договор                                  | Милан Караџић | Владимир Ђурђевић                   | 29. март 2018.    |
| Машан наговара Момчила да одустане од тужбе против Миланчета. Момчило пристаје на тај предлог, али заузврат тражи Машану да дозволи Анчи да оде са њим у Немачку. Чомбе моли Анчи да се помире и убеђује је да се променио, али Анчи му говори да намерава да иде у Немачку, а Машан пристаје на Момчилов предлог и даје му благослов да одведе Анчи са собом. |                    |                                          |               |                                     |                   |
| 84 | 18                 | Љубавни јади                             | Милан Караџић | Владимир Ђурђевић                   | 2. април 2018.    |
| Славна пијанисткиња Викторија Стенвеј вежба са Иваном и задовољна је његовим свирањем виолине, али је Гордана незадовољна тиме што се Викторија брзо одомаћила у кући Здравковића. Момчило је уверен да ће Анчи да оде с њим у Немачку, а Јела га убеђује да то није тачно па он мисли да је она још увек заљубљена у Чомбета. Међутим, Анчи говори Момчилу да жели да иде са њим у Немачку. Љубавне бриге муче и Ружу која је заљубљена у Марка, свог друга из школе. |                    |                                          |               |                                     |                   |
| 85 | 19                 | Ко овде смета?                           | Милан Караџић | Владимир Ђурђевић                   | 3. април 2018.    |
| Гордана убеђује Симу да је Викторија, која има музичке пробе са Иваном, познати борац за хомосексуална права и да ће у њиховом селу да направи геј параду. Машан испитује Викторију јер сумња да је она страни агент. Момчило саопштава Елзи да хоће да се жени са Анчи и оде са њом у Немачку. Он говори Елзи да не жели више да ради као возач код грофа Бокаловића. Сима је дошао код Ивана да га замоли да престане са музичким пробама јер то узнемирава стоку. |                    |                                          |               |                                     |                   |
| 86 | 20                 | Због кога и због чега                    | Милан Караџић | Владимир Ђурђевић                   | 5. април 2018.    |
| Јела сређује код Чомбета да он омогући Елзи наступ у ноћном клубу. План је да Елза својим сензуалним плесом очара Момчила који би требало да буде у публици. Гордана говори Ивану да неће да открије Милици његову везу са Викторијом. Иван се заљубио у Викторију, али му она говори да никако због тога не би требало да напушта Милицу. Викторија не жели да се везује ни за кога јер јој је најважнија каријера. |                    |                                          |               |                                     |                   |
| 87 | 21                 | А, што ћемо љубав крити?                 | Милан Караџић | Владимир Ђурђевић                   | 9. април 2018.    |
| Стефан тражи од Симе да га научи борилачким вештинама не би ли се супротставио вршњаку који га малтретира у школи. Сима му говори да никако не би требало да се туче у школи. Стефан се обраћа Машану да га научи да се брани, а Машан то једва дочека и одмах почиње са обуком. Слађана одлази код Јасмине да се увери да ли је она заиста Милетова сестра као што јој је он рекао и говори јој да чека беба са Милетом, а Јасмина је заправо Милетова вереница. |                    |                                          |               |                                     |                   |
| 88 | 22                 | Признање (1. део)                        | Милан Караџић | Владимир Ђурђевић                   | 10. април 2018.   |
| Слађана је разочарана сазнањем да је Јасмина заиста вереница Милета поштара, а не његова сестра као што јој је рекао. Иван је у великој дилеми: не зна да ли да призна Милици да је имао љубавну аферу са пијанисткињом Викторијом Стенвеј. Сима и Нада морају поново у школу на разговор код директорке јер је Урош направио невоље са школским тренером. Машан, с друге стране, наставља са борилачком обуком Стефана. Милица се вратила из Лондона, а Иван је дочекује са великим одушевљењем.                                                                                         |                    |                                          |               |                                     |                   |
| 89 | 23                 | Признање (2. део)                        | Милан Караџић | Владимир Ђурђевић                   | 12. април 2018.   |
| Иван признаје Милици да је спавао са Викторијом Стенвеј, међутим, она му не верује јер његову причу неће да потврде ни Гордана ни Слађана. Иван, међутим, не одустаје од своје тврдње и Милица схвата да се брачна превара заиста одиграла. Гордана убеђује Милицу да ипак остане у кући. Миланчета су пустили из затвора јер је Момчило повукао тужбу. Миланче се у затвору пуно променио - одлучио је да што пре дође до великог новца. |                    |                                          |               |                                     |                   |
| 90 | 24                 | Газда, ферка, „Медијус”                  | Милан Караџић | Владимир Ђурђевић                   | 16. април 2018.   |
| Милица је одлучила да спава у атељеу док се не заврши њена бракоразводна парница са Иваном. Такође, она хоће да отпусти Слађану, а Иван јој говори да то не долази у обзир. Машан даје Миланчету 5.000 евра за посао са биткоинима. Слађана тражи да се код њих досели Миле којег је Јасмина избацила из куће. Чомбе не зна шта да ради јер би желео да остане у љубави са Анчи, али је због пословних разлога принуђен да буде у вези са Олгом. |                    |                                          |               |                                     |                   |
| 91 | 25                 | Пуковник                                 | Милан Караџић | Владимир Ђурђевић                   | 17. април 2018.   |
| Шапа наговара Анчи да се запосли у предузећу у ком је он сувласник. Иван замера Милици што је открила Слађани да њен вереник Миле има ванбрачног сина са Горданом. У кући Здравковића се појављује Миличин отац, пуковник у пензији, Живојин. Милица говори оцу да ју је Иван преварио. Живојин је љут на зета и од Милице тражи да безусловно напусти Ивана. |                    |                                          |               |                                     |                   |
| 92 | 26                 | У тајности                               | Милан Караџић | Владимир Ђурђевић                   | 18. април 2018.   |
| Јела саопштава Чомбету да је Шапа имао састанак са Анчи и да је она добила место директорке продаје. Чомбе убеђује Анчи да на послу не саопштава да су њих двоје у вези јер то може негативно да утиче на њен положај у предузећу. Иван моли Слађану да дозволи Милету да остане са њом, а Нада схвата да је права прилика за њен новчани добитак да гледа људима у шољу. Миланчету и Машану одлично иде посао са битновчићима. Зарадили су више од 100.000 евра. |                    |                                          |               |                                     |                   |
| 93 | 27                 | О новцу                                  | Милан Караџић | Владимир Ђурђевић                   | 19. април 2018.   |
| Сима прима муштерије које долазе да им Нада гледа у шољу. Код Наде долази и Јасмина која је пита да ли ће Миле да јој се врати. Живојин спрема план како да што више обрука Ивана не би ли добио што мање новца током бракоразводне парнице са Милицом. Директор Неђо се заљубио у Анчи коју је запослио као директорку продаје и намерава да се венча са њом. Међутим, Неђова блиска околина мисли да је Анчи спонзоруша и да је боље да се обезбеди предбрачним уговором. |                    |                                          |               |                                     |                   |
| 94 | 28                 | Кокање и сркање                          | Милан Караџић | Владимир Ђурђевић                   | 23. април 2018.   |
| Милица је наговорила Гоцу да мува Милета. На тај начин, она мисли да ће да растури везу између Милета и Слађане и да ће тако да их исели из куће. Слађана убрзо прозрева Горданину намеру и запрећује Милету да обрати пажњу на то како се понаша. |                    |                                          |               |                                     |                   |
| 95 | 29                 | Од горе на доле                          | Милан Караџић | Владимир Ђурђевић                   | 24. април 2018.   |
| Чомбе моли Анчи да напусте село и да оду некуда да живе заједно, а Анчи не верује у искреност његових намера. Миланче и Машан су зарадили доста новца у послу са битновчићима па би Машан да се повуче из тог посла, али га Миланче одговара од те намере јер очекује још већу зараду. Неђо проси Анчи, а она је збуњена и говори му да га не познаје довољно и тражи му мало времена да размисли јер мора да разговара са Машаном. |                    |                                          |               |                                     |                   |
| 96 | 30                 | Вести                                    | Милан Караџић | Владимир Ђурђевић                   | 26. април 2018.   |
| Анчи саопштава Машану да је добила понуду за брак од Неђа и да намерава да се уда за њега. Њу заправо не занима очево мишљење већ хоће само да му предочи своју одлуку. Машан се не слаже са тим јер сматра да Неђо није права прилика за њу − пуно је старији и има две одрасле ћерке. Миле је љут на Гордану јер је схватио да она хоће да га заведе да би га Слађана открила и избацила из Иванове куће. Анчи је довела Машана у предузеће у којем ради и предлаже му да се запосли ту као камионџија.                                                                                 |                    |                                          |               |                                     |                   |
| 97 | 31                 | Спорови                                  | Милан Караџић | Владимир Ђурђевић                   | 30. април 2018.   |
| Неђо саопштава ћеркама да ће да се ожени са Анчи. Оне не крију незадовољство због те одлуке без обзира на то што је Анчи љубазна према њима. Слађана саопштава Милету да у ствари није трудна. Миле одлази на љубавни састанак са Јасмином на ком она тражи да се њих двоје венчају. Неђо је дошао код Машана да званично запроси Анчи и говори му да жели да има децу са Анчи. Машан сазнаје да Неђо хоће да реновира школу па говори да то није чист посао. Неђове ћерке се труде да га раздвоје од Анчи. Заступница Маргита је дошла да заступа Ивана у бракоразводној парници.        |                    |                                          |               |                                     |                   |
| 98 | 32                 | Прича о гатари                           | Милан Караџић | Владимир Ђурђевић                   | 1. мај 2018.      |
| Нада и даље прима муштерије којима гледа у шољу. Код ње је дошла и Слађана која очекује прорицање судбине, тачније шта ће се догодити са њом и Милетом. Драгослава, у коју је Сима својевремено био заљубљен и због ње хтео да напусти Наду, се састаје са Машаном. |                    |                                          |               |                                     |                   |
| 99 | 33                 | Окршај                                   | Милан Караџић | Владимир Ђурђевић                   | 3. мај 2018.      |
| Нада гледа у шољу Слађани и говори јој да ће Миле да јој се врати. Код Наде је дошао и Неђо и распитује се да ли је Анчи била код ње јер сумња да је она користила бајање да би се удала за њега. Миле открива Неђу да је Анчи била Чомбетова девојка. Миле хоће да се врати код Јасмине, а она му дозвољава да остане код ње, али под условом да да отказ у пошти. Миле пристаје. |                    |                                          |               |                                     |                   |
| 100 | 34                 | Наплата дуга                             | Милан Караџић | Владимир Ђурђевић                   | 7. мај 2018.      |
| Неђо на све начине покушава да сазна какав је прави однос између Чомбета и Анчи са којом намерава да се ожени. Машан сумња да школска библиотекарка ради за људе који желе да обаве превару на надметању. Сима се поново загрејао за Драгославу. У кафани „Пустолов” се појављује познати певач Саша Матић који са великим поштовањем говори о Машану. Чомбе раскида са Олгицом јер не може више да се претвара да жели брак са њом. |                    |                                          |               |                                     |                   |
| 101 | 35                 | Подвала                                  | Милан Караџић | Владимир Ђурђевић                   | 8. мај 2018.      |
| Миле хоће да режира представу у почетничком позоришту, али се Јасмини то никако не допада. Заступница Маргита наговара Ивана да користе сва средства како би извукао што повољнији исход бракоразводне парнице са Милицом. Драгослава је у договору са библиотекарком - њих две заједно раде на злоупотреби поступка надметања везаног за реновирање основне школе. Маргита изазива Живојина да буде насилан, али он уз помоћ лукавства осујећује њену намеру. |                    |                                          |               |                                     |                   |
| 102 | 36                 | Сведок                                   | Милан Караџић | Владимир Ђурђевић                   | 9. мај 2018.      |
| Миле прави представу „Сумњиво лице” и као глумицу хоће да ангажује Јасмину. Она пристаје. Такође, за представу му намећу концепт - све мушке улоге треба да играју глумице. У сукоб Ивана и Милице због бракоразводне парнице се укључује и Бранислава. Она се расправља са Живојином и говори му да је Иван Лукин ванбрачни отац. Иван бива разочаран кад је чуо неистину коју је изговорила Бранислава. |                    |                                          |               |                                     |                   |
| 103 | 37                 | Тмурни облаци                            | Милан Караџић | Владимир Ђурђевић                   | 10. мај 2018.     |
| Миле наставља припреме за представу, а за љу добија још један концепт - никако не би требало да буде смешна. Чомбе поново хоће да обнови везу са Анчи, али она не прихвата његов предлог јер хоће да се бави послом, а не да губи време са њим. Нада више не може да прима муштерије за гледање у шољу у својој кући па одлази код Ивана и нуди му пуно новца да код њега изнајми собу за ту сврху. |                    |                                          |               |                                     |                   |
| 104 | 38                 | Инкогнито                                | Милан Караџић | Владимир Ђурђевић                   | 14. мај 2018.     |
| Миле је опет напустио Јасмину и вратио се код Слађане. Она се пита где ће и од чега ће да живи. Миле се нада да ће она поново да га прими, али Слађана неће да му опрости превртљиво понашање. Миле почиње са радом на представи „Сумњиво лице” у почетничком позоришту и усељава се у собицу у Дому културе. Библиотекарка је открила да је Машан наговорио дечаке да је прате па одлази код њега и покушава да га поткупи. Машан одбија њену понуду. Слађани у посету долази сестра Соја из Ниша. Соји се допао Машан па она одлучује да остане код Ивана и Милице.                     |                    |                                          |               |                                     |                   |
| 105 | 39                 | Представа, Машан, враџбине               | Милан Караџић | Владимир Ђурђевић                   | 15. мај 2018.     |
| Миле припрема представу „Сумњиво лице”. У раду му се придружила привлачна кореографкиња Леа. Миле је уредио избор глумаца на ком се пријавила и Јасмина. На избору глумаца, Јасмина се побунила јер се од кандидата захтева показивање физичке спреме, а не познавање текста. Она није могла да издржи те напорне вежбе па је избачена са рада на представи. Соја долази код Машана у кућу да га тражи. |                    |                                          |               |                                     |                   |
| 106 | 40                 | Чисто срце                               | Милан Караџић | Владимир Ђурђевић                   | 16. мај 2018.     |
| Соја долази код Машана у кућу и нуди му помоћ у сређивању куће, али Машан се осећа нелагодно због њене нападно исказане пажње. Анчи се састаје са младићем Ником из Америке. Он јој предлаже да иде са њим у Њујорк, а њој се допада та замисао. Соја је одлучила да што дуже остане код ње не би ли освојила Машана, а то се не допада Слађани, али је сестра убеђује тако што јој говори да она већ годинама води рачуна о њеној ћерки Сунчици. |                    |                                          |               |                                     |                   |
| 107 | 41                 | Представа, Машан, враџбине (прича друга) | Милан Караџић | Владимир Ђурђевић                   | 17. мај 2018.     |
| Соја се одомаћила у Машановом стану и спрема му ручак. Код Здравковића долази полиција јер хоће да провери да ли Нада прима муштерије којима предвиђа будућност гледајући у шољу и за то узима новац. Полиција хапси Наду због кршења јавног реда и мира, а Сима покушава да подмити полицајце, али они су одлучни у својој намери и одводе Наду у затвор. Машану се допао ручак који му је спремила Соја, али, ипак, једва чека да се она врати у Ниш. |                    |                                          |               |                                     |                   |
| 108 | 42                 | Војник                                   | Милан Караџић | Владимир Ђурђевић                   | 21. мај 2018.     |
| Наду брзо пуштају из притвора јер је начелнику гледала у шољу и прорекла будућност. Она мисли да не би требало да се даље бави узимањем новца од гледања у шољу. Миле има великих проблема у вези са радом на представи „Сумњиво лице” јер је потребно да се определи између савременог кореографског приступа и обичајног за који се залажу глумци почетничког позоришта. Заступница Маргита је дошла код Ивана и хоће ближе да се упозна са њим. Ник је дошао на представљање код Машана, а испоставило се да је он, на Анчино изненађење, амерички војник.                             |                    |                                          |               |                                     |                   |
| 109 | 43                 | Етика и скрупуле                         | Милан Караџић | Владимир Ђурђевић                   | 22. мај 2018.     |
| Миланче је дипломирао на факултету и постао инжењер бродоградње. Решио је да пронађе озбиљан посао и дошао је код Машана и вратио му део новца који је изгубио у послу са битновчићима. Наду и Симу занима ко их је пријавио полицији. Чомбе долази код Јеле и тражи од ње да му омогући да се поново сретне са Анчи, али Јела не пристаје на посредничку улогу јер сматра да је Чомбе непоправљиви женскарош. Иван је избацио заступницу Маргиту из куће јер се разочарао због њене грамзивости.                                                                                         |                    |                                          |               |                                     |                   |
| 110 | 44                 | Купац                                    | Милан Караџић | Владимир Ђурђевић                   | 23. мај 2018.     |
| Анчи је депримирана јер јој се Ник, са којим је требало да иде у Њујорк, не јавља. Машан тражи од Миланчета да оде код Анчи и утеши је. Миле је осмислио потпуно нови концепт за представу „Сумњиво лице” - сада би то требало да буде у маниру модне ревије. Гоца је дошла са својим новим дечком Божом, фудбалским менаџером, код Ивана и Милице. Божа хоће да купи кућу од Здравковића, али га Гоца наговара да не буде толико дарежљив у новчаној понуди. |                    |                                          |               |                                     |                   |
| 111 | 45                 | Купопродаја куће                         | Милан Караџић | Владимир Ђурђевић                   | 24. мај 2018.     |
| Божа је одлучан у намери да купи кућу од Здравковића па се Милица и Иван претварају да су се помирили и да неће да иду на бракоразводну парницу јер се надају да ће тако добити више новца од продаје куће. Миличин отац Живојин никако не може да се навикне на ово стање јер не подноси Ивана. Сима упорно покушава да сазна ко је Наду пријавио полицији и тако јој покварио посао гледања у шољу од којег је пуно зарађивала. |                    |                                          |               |                                     |                   |
| 112 | 46                 | Купац, пријава, кућа                     | Милан Караџић | Владимир Ђурђевић                   | 28. мај 2018.     |
| Библиотекарка је постављена на место директорке школе због начина да што делотворније обезбеди остварење сумњивог надметања. Њен муж је заправо Ковач, тамошњи тајкун. Миле стално мења концепт представе „Сумњиво лице”, али на крају, ипак, долази у недоумицу да ли да игра Јеротија иако је упорно покушавао да се не појави на позорници. Спор са припремом представе постаје још већи када се испостави да немају костиме. Чим је ступио на позорницу, Миле се са пуно заноса препустио улози.                                                                                      |                    |                                          |               |                                     |                   |
| 113 | 47                 | Купац, пријава, кућа (прича друга)       | Милан Караџић | Владимир Ђурђевић                   | 29. мај 2018.     |
| Божу занима Анчи, а она је пала у потпуну депримираност јер јој се Ник не јавља. Миле је у све већим невољама у раду на представи „Сумњиво лице” јер нема новца за костиме и сценографију и не зна на који начин да оствари представу зато што је стално принуђен на промене концепта. Милица и Иван се после рочишта за бракоразводну парницу ипак одлучују за помирење. Божа нуди Анчи да оде у његову кућу у Монте Карлу. |                    |                                          |               |                                     |                   |
| 114 | 48                 | Преко Цириха за Њујорк                   | Милан Караџић | Владимир Ђурђевић                   | 30. мај 2018.     |
| Живојин је незадовољан тиме што су се Милица и Иван помирили и одустали од бракоразводне парнице. Миле зове и Анчи да глуми у представи „Сумњиво лице”. Анчи је одлучила да прихвати позив фудбалског менаџера Боже да оде у његову вилу у Монте Карло и да одигра само у премијерном извођењу представе. Међутим, њој се јавља Ник због чега она одустаје и од Монте Карла и од представе и жури да се сретне са Ником у Цириху. Одатле ће заједно да оду у Њујорк. |                    |                                          |               |                                     |                   |